# نظام الدين الشاشي
أحمد بن محمد بن إسحاق الشاشي أبو علي نظام الدين الحنفي (ت. 344 هـ) هو فقيه حنفي.
يٌنسب إليه كتاب «الخمسين في أصول الفقه» ويعرف عادة باسم «أصول الشاشي».